# Nyctemera subvelata
Nyctemera subvelata là một loài bướm đêm thuộc phân họ Arctiinae, họ Erebidae.